# Vosselaar
Vosselaar är en kommun i Belgien.   Den ligger i provinsen Antwerpen och regionen Flandern, i den norra delen av landet, 60 km nordost om huvudstaden Bryssel. Antalet invånare är 11 159 invånare (2018). Vosselaar gränsar till Turnhout, Beerse, Lille och Kasterlee. 
I omgivningarna runt Vosselaar växer i huvudsak blandskog. Runt Vosselaar är det ganska tätbefolkat, med 248 invånare per kvadratkilometer.  Klimatet i området är tempererat. Årsmedeltemperaturen i trakten är 9 °C. Den varmaste månaden är juli, då medeltemperaturen är 18 °C, och den kallaste är februari, med 0 °C.